# Pro Sys
Pro Sys este o companie furnizoare de soluții hardware pentru business din România, înființată în anul 1995.
În anul 2008 a realizat o cifră de afaceri de 2 milioane euro, din care peste 70% reprezintă vânzările de servere și sisteme de stocare Truster.
De asemenea, aproximativ 50% din vânzările pe 2008 au rezultat din proiectele guvernamentale.
Număr de angajați în 2009: 13